# Asterella dissoluta
Asterella dissoluta là một loài rêu trong họ Aytoniaceae. Loài này được Steph. Grolle mô tả khoa học đầu tiên năm 1989.